# Amata lucerna
Amata lucerna är en fjärilsart som beskrevs av Alfred Ernest Wileman 1910. Amata lucerna ingår i släktet Amata och familjen björnspinnare. Inga underarter finns listade i Catalogue of Life.